# 김수연 (육상 선수)
김수연(金秀娟, 1977년 5월 2일~)은 대한민국의 육상 선수로 주 종목은 멀리뛰기와 세단뛰기이다. 200년과 2006년 아시안 게임에 대한민국 국가대표 선수로 참가했다.